# Bram Degrieck
Bram Degrieck (Veurne, 4 juni 1976) is een Belgisch politicus voor CD&V. Hij is sinds 2018 burgemeester van De Panne.
Bram Degrieck is de zoon van voormalig burgemeester van De Panne Johan Degrieck en is samen met zijn echtgenote Daphné Desaever zaakvoerder van een dakwerkersbedrijf.

## Gemeenteraadslid en schepen
Sedert 2000 zetelt hij in de gemeenteraad van De Panne. Hij was schepen van toerisme, milieu en ruimtelijke ordening. Tijdens de uitvoering van dit mandaat ontwierp hij samen met Ann Vanheste en de Hasseltse firma CreoSum een op maat gemaakt Gemeentelijk RUP Zeepark dat voorzag in de bouw van 250 à 275 vakantieverblijven, 250 parkings, een hotel en een beachclub in de duinen. Dit gRUP werd in de gemeenteraad van oktober 2016 goedgekeurd, waarna het perceel korte tijd later in 2017 verkocht werd aan het lokaal immobiliënbedrijf Seapark NV van naamgenoot Steve Degrieck.
In april 2017 stapte hij uit CD&Vplus. Daarna was hij initiatiefnemer van een lokale, partij-onafhankelijke fractie "Het Plan - B".

## Burgemeester van De Panne
Na de gemeenteraadsverkiezingen van 2018, waarbij uittredend burgemeester Ann Vanheste de meeste voorkeurstemmen behaalde, werd hij verrassend burgemeester van De Panne. In augustus 2021 werd een constructieve motie van wantrouwen tegen zijn bestuur aangenomen, waarna Ann Vanheste tijdelijk weer burgemeester van De Panne werd. Deze motie veroorzaakte echter zodanig veel ophef dat ze na een week weer werd opgeheven, zodat Degrieck weer burgemeester kon worden.
Degrieck zetelt in de raad van bestuur van Aquaduin.
Op 10 juni 2024 vielen speurders van de Centrale Dienst voor de Bestrijding van Corruptie (CDBC) binnen in zijn kabinet. Ze namen daarbij zijn gsm, laptop en computer mee..
Bij de gemeenteraadsverkiezingen van oktober 2024 was Degrieck lijstduwer van de lijst Het Actieplan, die een absolute meerderheid behaalde. Omdat lijsttrekker Wim Janssens meer stemmen haalde dan hij, diende hij zijn burgemeesterssjerp in december 2024 aan die laatste af te staan. Degrieck ging niet in de nieuwe gemeenteraad zetelen.

## Personalia
Bram De Grieck heeft vijf kinderen.